# Compton (Illinois)
Compton é uma vila localizada no estado americano de Illinois, no Condado de Lee.

## Demografia
Segundo o censo americano de 2000, a sua população era de 347 habitantes.
Em 2006, foi estimada uma população de 341, um decréscimo de 6 (-1.7%).

## Geografia
De acordo com o United States Census Bureau tem uma área de
0,4 km², dos quais 0,4 km² cobertos por terra e 0,0 km² cobertos por água. Compton localiza-se a aproximadamente 295 m acima do nível do mar.

## Localidades na vizinhança
O diagrama seguinte representa as localidades num raio de 20 km ao redor de Compton.